# Saltos ornamentais nos Jogos Olímpicos de Verão de 2000
Os saltos ornamentais nos Jogos Olímpicos de Verão de 2000 foram realizados no Centro Aquático Internacional de Sydney na Austrália, com oito eventos disputados entre 22 e 30 de setembro. Pela primeira vez foi disputado eventos de saltos sincronizados totalizando 157 saltadores de 42 países nos Jogos de 2000.

## Eventos dos saltos ornamentais
Masculino: Trampolim de 3 metros | Trampolim de 3 metros sincronizado | Plataforma de 10 metros | Plataforma de 10 metros sincronizado 

Feminino: Trampolim de 3 metros | Trampolim de 3 metros sincronizado | Plataforma de 10 metros | Plataforma de 10 metros sincronizado

## Masculino

### Trampolim de 3 metros masculino
| Pos. | País         | Atletas         |
| ---- | ------------ | --------------- |
|      | China (CHN)  | Xiong Ni        |
|      | México (MEX) | Fernando Platas |
|      | Rússia (RUS) | Dmitri Sautin   |

| Pos. | Saltador                 | Preliminar | Preliminar | Semifinal | Semifinal | Semifinal | Semifinal | Final  | Final | Final  |
| Pos. | Saltador                 | Pontos     | Parc.      | Pontos    | Parc.     | Total     | Parc.     | Pontos | Parc. | Total  |
| ---- | ------------------------ | ---------- | ---------- | --------- | --------- | --------- | --------- | ------ | ----- | ------ |
| 1    | CHN Xiong Ni             | 457.38     | 1          | 230.40    | 4         | 687.78    | 1         | 478.32 | 1     | 708.72 |
| 2    | MEX Fernando Platas      | 444.60     | 2          | 234.36    | 3         | 678.96    | 3         | 474.06 | 2     | 708.42 |
| 3    | RUS Dmitri Sautin        | 444.51     | 3          | 240.24    | 1         | 684.75    | 2         | 462.96 | 3     | 703.20 |
| 4    | CHN Xiao Hailiang        | 419.91     | 5          | 235.92    | 2         | 655.83    | 5         | 435.12 | 4     | 671.04 |
| 5    | AUS Dean Pullar          | 406.65     | 8          | 222.78    | 9         | 629.43    | 8         | 424.69 | 5     | 647.40 |
| 6    | USA Troy Dumais          | 407.64     | 7          | 224.16    | 8         | 631.80    | 7         | 418.56 | 6     | 642.72 |
| 7    | USA Mark Ruiz            | 429.30     | 4          | 227.97    | 5         | 657.27    | 4         | 410.25 | 7     | 638.22 |
| 8    | JPN Ken Terauchi         | 389.88     | 11         | 226.89    | 6         | 616.77    | 9         | 407.58 | 8     | 634.47 |
| 9    | GER Stefan Ahrens        | 385.50     | 12         | 218.67    | 12        | 604.17    | 11        | 400.50 | 9     | 619.17 |
| 10   | GER Andreas Wels         | 414.84     | 6          | 224.97    | 7         | 639.81    | 6         | 391.56 | 10    | 616.53 |
| 11   | HUN Imre Lengyel         | 382.98     | 13         | 222.60    | 10        | 605.58    | 10        | 390.87 | 11    | 613.47 |
| 12   | GBR Tony Ally            | 393.36     | 10         | 206.25    | 15        | 599.61    | 12        | 377.55 | 12    | 583.80 |
|      |                          |            |            |           |           |           |           |        |       |        |
| 13   | RUS Alexandre Dobroskok  | 377.34     | 17         | 221.28    | 11        | 598.62    | 13        |        |       |        |
| 14   | BRA Cassius Duran        | 382.08     | 14         | 216.06    | 13        | 598.14    | 14        |        |       |        |
| 15   | AUS Robert Newbery       | 402.03     | 9          | 192.87    | 18        | 594.90    | 15        |        |       |        |
| 16   | ITA Donald Miranda       | 377.01     | 18         | 207.03    | 14        | 584.04    | 16        |        |       |        |
| 17   | ESP Rafael Álvarez       | 377.55     | 16         | 201.06    | 16        | 578.61    | 17        |        |       |        |
| 18   | CUB Yoendris Salazar     | 377.58     | 15         | 197.52    | 17        | 575.10    | 18        |        |       |        |
|      |                          |            |            |           |           |           |           |        |       |        |
| 19   | CAN Jeff Liberty         | 375.06     | 19         |           |           |           |           |        |       |        |
| 20   | FIN Jukka Piekkanen      | 373.41     | 20         |           |           |           |           |        |       |        |
| 21   | VEN Luis Villarroel      | 365.97     | 21         |           |           |           |           |        |       |        |
| 22   | MAS Ken Nee Yeoh         | 364.38     | 22         |           |           |           |           |        |       |        |
| 23   | BLR Vyacheslav Khamulkin | 357.03     | 23         |           |           |           |           |        |       |        |
| 24   | PER Abel Sánchez         | 356.40     | 24         |           |           |           |           |        |       |        |
| 25   | UKR Eduard Safonov       | 355.05     | 25         |           |           |           |           |        |       |        |
| 26   | ITA Nicola Marconi       | 351.12     | 26         |           |           |           |           |        |       |        |
| 27   | UKR Dmytro Lysenko       | 345.54     | 27         |           |           |           |           |        |       |        |
| 28   | VEN Ramón Fumadó         | 343.89     | 28         |           |           |           |           |        |       |        |
| 29   | MEX Joel Rodríguez       | 336.51     | 29         |           |           |           |           |        |       |        |
| 30   | FIN Joona Puhakka        | 332.58     | 30         |           |           |           |           |        |       |        |
| 31   | AUT Richard Frece        | 328.68     | 31         |           |           |           |           |        |       |        |
| 32   | GRE Thomas Bimis         | 324.72     | 32         |           |           |           |           |        |       |        |
| 33   | ESP José Miguel Gil      | 318.72     | 33         |           |           |           |           |        |       |        |
| 34   | KOR Kyung-Min Kwon       | 318.45     | 34         |           |           |           |           |        |       |        |
| 35   | ROM Gabriel Chereches    | 318.27     | 35         |           |           |           |           |        |       |        |
| 36   | GRE Nikolaos Siranidis   | 317.88     | 36         |           |           |           |           |        |       |        |
| 37   | CUB Erick Fornaris       | 313.86     | 37         |           |           |           |           |        |       |        |
| 38   | ZIM Evan Stewart         | 313.53     | 38         |           |           |           |           |        |       |        |
| 39   | CZE Jaroslav Makohin     | 311.67     | 39         |           |           |           |           |        |       |        |
| 40   | FRA Frédéric Pierre      | 310.74     | 40         |           |           |           |           |        |       |        |
| 41   | COL Juan Guillermo Urán  | 308.10     | 41         |           |           |           |           |        |       |        |
| 42   | KAZ Alisher Seitov       | 307.62     | 42         |           |           |           |           |        |       |        |
| 43   | THA Meerit Insawang      | 306.24     | 43         |           |           |           |           |        |       |        |
| 44   | PHI Zardo Domenios       | 300.42     | 44         |           |           |           |           |        |       |        |
| 45   | SUI Jean-Romain Delaloye | 292.68     | 45         |           |           |           |           |        |       |        |
| 46   | GBR Mark Shipman         | 285.90     | 46         |           |           |           |           |        |       |        |
| 47   | PRK Yong-Ryong Pak       | 271.47     | 47         |           |           |           |           |        |       |        |
| 48   | HKG Yuet Yu              | 227.64     | 48         |           |           |           |           |        |       |        |
| 49   | TPE Han-Hung Chen        | 188.46     | 49         |           |           |           |           |        |       |        |

### Trampolim de 3 metros sincronizado masculino
| Pos. | País            | Atletas                           |
| ---- | --------------- | --------------------------------- |
|      | China (CHN)     | Xiong Ni Xiao Hailiang            |
|      | Rússia (RUS)    | Dmitri Sautin Alexandre Dobroskok |
|      | Austrália (AUS) | Robert Newbery Dean Pullar        |

- Valores em parênteses representam a soma do placar e da posição após o final do salto.

| Pos. | Saltadores                                 | Salto 1 | Salto 1 | Salto 2        | Salto 2 | Salto 3        | Salto 3 | Salto 4        | Salto 4 | Salto 5 | Salto 5 | Salto 5 |
| Pos. | Saltadores                                 | Pontos  | Parc.   | Pontos         | Parc.   | Pontos         | Parc.   | Pontos         | Parc.   | Pontos  | Parc.   | Total   |
| ---- | ------------------------------------------ | ------- | ------- | -------------- | ------- | -------------- | ------- | -------------- | ------- | ------- | ------- | ------- |
| 1    | CHN Xiong Ni e Xiao Hailiang               | 55.80   | 1       | 54.00 (109.80) | 1 (1)   | 79.98 (189.78) | 1 (1)   | 86.70 (276.48) | 1 (1)   | 89.10   | 1       | 365.58  |
| 2    | RUS Dmitri Sautin e Alexandre Dobroskok    | 52.20   | 2       | 52.20 (104.40) | 2 (2)   | 70.68 (175.08) | 5 (2)   | 69.75 (244.83) | 6 (3)   | 85.14   | 2       | 329.97  |
| 3    | AUS Robert Newbery e Dean Pullar           | 48.60   | 5       | 49.20 (97.80)  | 4 (4)   | 64.17 (161.97) | 7 (7)   | 84.66 (246.63) | 2 (2)   | 76.23   | 5       | 322.86  |
| 4    | USA Troy Dumais e David Pichler            | 48.00   | 6       | 46.20 (94.20)  | 8 (7)   | 72.00 (166.20) | 2 (5)   | 77.19 (243.39) | 3 (5)   | 77.52   | 4       | 320.91  |
| 5    | MEX Fernando Platas e Eduardo Rueda        | 51.60   | 3       | 49.20 (100.80) | 4 (3)   | 72.00 (172.80) | 2 (3)   | 71.10 (243.90) | 5 (4)   | 73.80   | 6       | 317.70  |
| 6    | FRA Gilles Emptoz-Lacote e Fréderic Piérre | 49.20   | 4       | 47.40 (96.60)  | 6 (6)   | 68.04 (164.64) | 6 (6)   | 65.25 (229.87) | 7 (7)   | 80.19   | 3       | 310.08  |
| 7    | GBR Tony Ally e Mark Shipman               | 46.20   | 8       | 46.80 (93.00)  | 7 (8)   | 63.24 (156.24) | 8 (8)   | 73.80 (230.04) | 4 (6)   | 66.60   | 7       | 296.64  |
| 8    | ITA Nicola Marconi e Donald Miranda        | 47.40   | 7       | 49.80 (97.20)  | 3 (5)   | 72.00 (169.20) | 2 (4)   | 59.52 (228.72) | 8 (8)   | 57.66   | 8       | 286.38  |

### Plataforma de 10 metros masculino
| Pos. | País         | Atletas       |
| ---- | ------------ | ------------- |
|      | China (CHN)  | Tian Liang    |
|      | China (CHN)  | Hu Jia        |
|      | Rússia (RUS) | Dmitri Sautin |

| Pos. | Saltador                   | Preliminar | Preliminar | Semifinal | Semifinal | Semifinal | Semifinal | Final  | Final | Final  |
| Pos. | Saltador                   | Pontos     | Parc.      | Pontos    | Parc.     | Total     | Parc.     | Pontos | Parc. | Total  |
| ---- | -------------------------- | ---------- | ---------- | --------- | --------- | --------- | --------- | ------ | ----- | ------ |
| 1    | CHN Xiong Ni               | 503.16     | 1          | 201.45    | 2         | 704.61    | 1         | 523.08 | 1     | 724.53 |
| 2    | CHN Hu Jia                 | 485.43     | 2          | 206.61    | 1         | 692.04    | 2         | 506.94 | 2     | 713.55 |
| 3    | RUS Dmitri Sautin          | 471.27     | 3          | 190.92    | 5         | 662.19    | 3         | 488.34 | 3     | 679.26 |
| 4    | CAN Alexandre Despatie     | 436.86     | 6          | 188.28    | 6         | 625.14    | 8         | 464.07 | 4     | 652.35 |
| 5    | JPN Ken Terauchi           | 457.59     | 4          | 191.49    | 4         | 649.08    | 5         | 445.41 | 5     | 636.90 |
| 6    | USA Mark Ruiz              | 432.36     | 10         | 180.99    | 14        | 613.35    | 10        | 444.93 | 6     | 625.92 |
| 7    | RUS Igor Lukashin          | 432.15     | 11         | 179.94    | 15        | 612.09    | 11        | 444.57 | 7     | 624.51 |
| 8    | AUS Mathew Helm            | 455.37     | 5          | 198.03    | 3         | 653.40    | 4         | 420.21 | 11    | 618.24 |
| 9    | USA David Pichler          | 440.91     | 7          | 187.89    | 7         | 628.80    | 7         | 428.28 | 9     | 616.17 |
| 10   | AUS Robert Newbery         | 434.70     | 9          | 185.28    | 10        | 619.98    | 9         | 428.70 | 8     | 613.98 |
| 11   | GER Heiko Meyer            | 411.36     | 12         | 179.34    | 16        | 590.70    | 12        | 420.66 | 10    | 600.00 |
| 12   | PRK Choe Hyong-Gil         | 448.41     | 6          | 185.52    | 9         | 633.93    | 6         | 377.46 | 12    | 562.98 |
|      |                            |            |            |           |           |           |           |        |       |        |
| 13   | GBR Leon Taylor            | 399.90     | 16         | 185.91    | 8         | 585.81    | 13        |        |       |        |
| 14   | CUB José Antônio Guerra    | 403.14     | 13         | 181.65    | 13        | 584.79    | 14        |        |       |        |
| 15   | GER Jan Hempel             | 401.19     | 14         | 181.71    | 12        | 582.90    | 15        |        |       |        |
| 16   | PRK Pak Yong-Ryong         | 400.29     | 15         | 181.74    | 11        | 582.03    | 16        |        |       |        |
| 17   | CAN Christopher Kalec      | 388.50     | 17         | 175.02    | 17        | 563.52    | 17        |        |       |        |
| 18   | ITA Massimiliamo Mazzucchi | 386.91     | 18         | 172.80    | 18        | 559.71    | 18        |        |       |        |
|      |                            |            |            |           |           |           |           |        |       |        |
| 19   | MEX Francisco Pérez        | 381.78     | 19         |           |           |           |           |        |       |        |
| 20   | FRA Gilles Emptoz-Lacote   | 377.70     | 20         |           |           |           |           |        |       |        |
| 21   | UKR Roman Volod'kov        | 377.04     | 21         |           |           |           |           |        |       |        |
| 22   | CUB Jesus Iory             | 368.34     | 22         |           |           |           |           |        |       |        |
| 23   | UKR Oleksandr Skrypnik     | 362.82     | 23         |           |           |           |           |        |       |        |
| 24   | MAS Yeoh Ken-Nee           | 361.86     | 24         |           |           |           |           |        |       |        |
| 25   | MAS Mohammed Azheem Bahari | 342.24     | 25         |           |           |           |           |        |       |        |
| 26   | AZE Emil Zhabrayilov       | 334.74     | 26         |           |           |           |           |        |       |        |
| 27   | COL Juan Guillermo Urán    | 333.93     | 27         |           |           |           |           |        |       |        |
| 28   | BRA Cassius Duran          | 331.86     | 28         |           |           |           |           |        |       |        |
| 29   | KOR Yoo Chang-Joon         | 331.05     | 29         |           |           |           |           |        |       |        |
| 30   | ROM Gabriel Chereches      | 320.61     | 30         |           |           |           |           |        |       |        |
| 31   | KAZ Alexey Gurman          | 320.13     | 31         |           |           |           |           |        |       |        |
| 32   | KOR Cho Dae-Don            | 319.53     | 32         |           |           |           |           |        |       |        |
| 33   | GBR Peter Waterfield       | 317.31     | 33         |           |           |           |           |        |       |        |
| 34   | HUN András Hajnal          | 316.14     | 34         |           |           |           |           |        |       |        |
| 35   | VEN Luis Villarroel        | 309.66     | 35         |           |           |           |           |        |       |        |
| 36   | ESP Ruben Santos           | 300.90     | 36         |           |           |           |           |        |       |        |
| 37   | PER Abel Sánchez           | 295.14     | 37         |           |           |           |           |        |       |        |
| 38   | ARM Hovhannes Avtandilyan  | 284.91     | 38         |           |           |           |           |        |       |        |
| 39   | THA Suchat Pichi           | 268.65     | 39         |           |           |           |           |        |       |        |
| 40   | INA Mohamad Nasrullah      | 257.22     | 40         |           |           |           |           |        |       |        |
| 41   | KAZ Damir Akhmetbekov      | 75.42      | 41         |           |           |           |           |        |       |        |
| 42   | MEX Eduardo Rueda          | 60.30      | 42         |           |           |           |           |        |       |        |

### Plataforma de 10 metros sincronizado masculino
| Pos. | País           | Atletas                     |
| ---- | -------------- | --------------------------- |
|      | Rússia (RUS)   | Dmitri Sautin Igor Lukashin |
|      | China (CHN)    | Hu Jia Tian Liang           |
|      | Alemanha (GER) | Jan Hempel Heiko Meyer      |

- Valores em parênteses representam a soma do placar e da posição após o final do salto.

| Pos. | Saltadores                                 | Salto 1 | Salto 1 | Salto 2        | Salto 2 | Salto 3        | Salto 3 | Salto 4        | Salto 4 | Salto 5 | Salto 5 | Salto 5 |
| Pos. | Saltadores                                 | Pontos  | Parc.   | Pontos         | Parc.   | Pontos         | Parc.   | Pontos         | Parc.   | Pontos  | Parc.   | Total   |
| ---- | ------------------------------------------ | ------- | ------- | -------------- | ------- | -------------- | ------- | -------------- | ------- | ------- | ------- | ------- |
| 1    | RUS Dmitri Sautin e Igor Lukashin          | 58.20   | 1       | 52.80 (111.00) | 3 (1)   | 82.80 (193.80) | 2 (2)   | 83.52 (277.32) | 1 (1)   | 87.72   | 1       | 365.04  |
| 2    | CHN Hu Jia e Tian Liang                    | 55.20   | 2       | 53.40 (108.60) | 1 (2)   | 88.32 (196.92) | 1 (1)   | 74.70 (271.62) | 7 (2)   | 87.12   | 2       | 358.74  |
| 3    | GER Jan Hempel e Heiko Meyer               | 52.80   | 3       | 53.40 (106.20) | 1 (3)   | 78.30 (184.50) | 3 (3)   | 75.84 (260.34) | 6 (3)   | 78.54   | 5       | 338.88  |
| 4    | GBR Leon Taylor e Peter Waterfield         | 48.60   | 8       | 52.20 (100.80) | 4 (8)   | 77.22 (178.02) | 4 (5)   | 77.52 (255.54) | 3 (5)   | 79.80   | 4       | 335.34  |
| 5    | AUS Mathew Helm e Robert Newbery           | 52.80   | 3       | 49.20 (102.00) | 8 (5)   | 69.30 (171.30) | 8 (8)   | 76.80 (248.10) | 4 (7)   | 85.14   | 3       | 333.24  |
| 6    | UKR Oleksandr Skrypnik e Roman Volod'kov   | 51.00   | 6       | 50.40 (101.40) | 7 (6)   | 77.22 (178.62) | 4 (4)   | 78.72 (257.34) | 2 (4)   | 74.88   | 7       | 332.22  |
| 7    | USA David Pichler e Mark Ruiz              | 52.80   | 3       | 52.20 (105.00) | 4 (4)   | 71.10 (176.10) | 7 (6)   | 76.23 (252.33) | 5 (6)   | 69.36   | 8       | 321.69  |
| 8    | FRA Gilles Emptoz-Lacote e Fréderic Piérre | 49.80   | 7       | 51.60 (101.40) | 6 (7)   | 72.00 (173.40) | 6 (7)   | 65.70 (239.10) | 8 (8)   | 75.84   | 6       | 314.94  |

## Feminino

### Trampolim de 3 metros feminino
| Pos. | País           | Atletas       |
| ---- | -------------- | ------------- |
|      | China (CHN)    | Fu Mingxia    |
|      | China (CHN)    | Guo Jingjing  |
|      | Alemanha (GER) | Dörte Lindner |

| Pos. | Saltador                     | Preliminar | Preliminar | Semifinal | Semifinal | Semifinal | Semifinal | Final  | Final | Final  |
| Pos. | Saltador                     | Pontos     | Parc.      | Pontos    | Parc.     | Total     | Parc.     | Pontos | Parc. | Total  |
| ---- | ---------------------------- | ---------- | ---------- | --------- | --------- | --------- | --------- | ------ | ----- | ------ |
| 1    | CHN Fu Mingxia               | 342.75     | 1          | 242.82    | 2         | 585.57    | 1         | 366.60 | 1     | 609.42 |
| 2    | CHN Guo Jingjing             | 332.67     | 2          | 251.22    | 1         | 583.89    | 2         | 346.59 | 2     | 597.81 |
| 3    | GER Dörte Lindner            | 309.21     | 4          | 233.82    | 5         | 543.03    | 5         | 340.53 | 3     | 574.35 |
| 4    | RUS Ioulia Pakhalina         | 316.08     | 3          | 236.43    | 4         | 552.51    | 3         | 333.99 | 4     | 570.42 |
| 5    | SWE Anna Lindberg            | 275.34     | 11         | 233.34    | 6         | 508.68    | 9         | 325.83 | 5     | 559.17 |
| 6    | RUS Vera Ilina               | 305.25     | 5          | 237.81    | 3         | 543.06    | 4         | 317.34 | 7     | 555.15 |
| 7    | AUS Chantelle Michell        | 270.75     | 13         | 228.84    | 7         | 499.59    | 12        | 321.84 | 6     | 550.68 |
| 8    | USA Jenny Keim               | 285.12     | 9          | 225.90    | 8         | 511.02    | 8         | 308.28 | 9     | 534.18 |
| 9    | KAZ Irina Vyguzova           | 303.30     | 6          | 217.47    | 11        | 520.77    | 6         | 310.86 | 8     | 528.33 |
| 10   | CAN Blythe Hartley           | 295.98     | 7          | 219.00    | 10        | 514.98    | 7         | 304.05 | 10    | 523.05 |
| 11   | UKR Hanna Sorokina           | 291.39     | 8          | 210.63    | 16        | 502.02    | 10        | 302.34 | 11    | 512.97 |
| 12   | USA Michelle Davison         | 280.26     | 10         | 219.48    | 9         | 499.74    | 11        | 291.00 | 12    | 510.48 |
|      |                              |            |            |           |           |           |           |        |       |        |
| 13   | MEX Azul Almazan             | 272.85     | 12         | 216.03    | 13        | 488.88    | 13        |        |       |        |
| 14   | UKR Olga Yefimenko           | 265.74     | 16         | 215.25    | 15        | 480.99    | 14        |        |       |        |
| 15   | BLR Svetlana Alekseyeva      | 260.91     | 17         | 216.48    | 12        | 477.39    | 15        |        |       |        |
| 16   | GBR Jane Smith               | 269.22     | 14         | 207.90    | 17        | 477.12    | 16        |        |       |        |
| 17   | AUS Rebecca Gilmore          | 259.74     | 18         | 215.55    | 14        | 475.29    | 17        |        |       |        |
| 18   | ITA Tania Cagnotto           | 259.74     | 18         | 206.55    | 18        | 466.29    | 18        |        |       |        |
| 19   | MEX Jashia LuNa              | 268.44     | 15         | 196.53    | 19        | 464.97    | 19        |        |       |        |
|      |                              |            |            |           |           |           |           |        |       |        |
| 20   | CAN Eryn Bulmer              | 258.93     | 20         |           |           |           |           |        |       |        |
| 21   | GRE Sotiria Koutsopetrou     | 258.81     | 21         |           |           |           |           |        |       |        |
| 22   | HUN Nóra Barta               | 258.33     | 22         |           |           |           |           |        |       |        |
| 23   | FRA Sandra Ponthus           | 242.79     | 23         |           |           |           |           |        |       |        |
| 24   | CUB Iohana Cruz              | 239.97     | 24         |           |           |           |           |        |       |        |
| 25   | HUN Orsolya Pintér           | 239.64     | 25         |           |           |           |           |        |       |        |
| 26   | PRK Ri Ok-Rim                | 238.77     | 26         |           |           |           |           |        |       |        |
| 27   | PUR Angelique Rodriguez      | 235.47     | 27         |           |           |           |           |        |       |        |
| 28   | KAZ Natalya Popova           | 234.90     | 28         |           |           |           |           |        |       |        |
| 29   | TPE Chen Ting                | 229.77     | 29         |           |           |           |           |        |       |        |
| 30   | ITA Maria Marconi            | 229.11     | 30         |           |           |           |           |        |       |        |
| 31   | GBR Karen Smith              | 224.58     | 31         |           |           |           |           |        |       |        |
| 32   | PHI Sheila Mae Pérez         | 223.65     | 32         |           |           |           |           |        |       |        |
| 33   | PRK Choe Song-Hui            | 222.84     | 33         |           |           |           |           |        |       |        |
| 34   | COL Diana Piñeda             | 220.68     | 34         |           |           |           |           |        |       |        |
| 35   | BRA Juliana Veloso           | 220.62     | 35         |           |           |           |           |        |       |        |
| 36   | FRA Julie Danaux             | 219.87     | 36         |           |           |           |           |        |       |        |
| 37   | VEN Alejandra Fuentes        | 219.81     | 37         |           |           |           |           |        |       |        |
| 38   | SUI Catherine Maliev-Aviolat | 204.06     | 38         |           |           |           |           |        |       |        |
| 39   | MAS Leong Mun Yee            | 186.51     | 39         |           |           |           |           |        |       |        |
| 40   | ARG Svetlana Ishkova         | 185.61     | 40         |           |           |           |           |        |       |        |
| 41   | TPE Tsai Yi-San              | 181.92     | 41         |           |           |           |           |        |       |        |
| 42   | INA Eka Purnama Indah        | 178.83     | 42         |           |           |           |           |        |       |        |
| 43   | GER Conny Schmalfuss         | 89.46      | 43         |           |           |           |           |        |       |        |

### Trampolim de 3 metros sincronizado feminino
| Pos. | País          | Atletas                      |
| ---- | ------------- | ---------------------------- |
|      | Rússia (RUS)  | Vera Ilina Ioulia Pakhalina  |
|      | China (CHN)   | Fu Mingxia Guo Jingjing      |
|      | Ucrânia (UKR) | Ganna Sorokina Olena Zhupina |

- Valores em parênteses representam a soma do placar e da posição após o final do salto.

| Pos. | Saltadores                                          | Salto 1 | Salto 1 | Salto 2        | Salto 2 | Salto 3        | Salto 3 | Salto 4        | Salto 4 | Salto 5 | Salto 5 | Salto 5 |
| Pos. | Saltadores                                          | Pontos  | Parc.   | Pontos         | Parc.   | Pontos         | Parc.   | Pontos         | Parc.   | Pontos  | Parc.   | Total   |
| ---- | --------------------------------------------------- | ------- | ------- | -------------- | ------- | -------------- | ------- | -------------- | ------- | ------- | ------- | ------- |
| 1    | RUS Vera Ilina e Ioulia Pakhalina                   | 52.80   | 1       | 55.80 (108.60) | 1 (1)   | 74.76 (183.36) | 1 (1)   | 73.95 (257.31) | 2 (1)   | 75.33   | 1       | 332.64  |
| 2    | CHN Fu Mingxia e Guo Jingjing                       | 48.60   | 3       | 51.60 (100.20) | 2 (2)   | 70.20 (170.40) | 2 (2)   | 76.50 (246.90) | 1 (2)   | 74.70   | 2       | 321.60  |
| 3    | UKR Ganna Sorokina e Olena Zhupina                  | 49.20   | 2       | 50.40 (99.60)  | 3 (3)   | 63.84 (163.44) | 3 (3)   | 60.48 (223.92) | 6 (3)   | 66.42   | 3       | 290.34  |
| 4    | AUS Chantelle Michell e Loudy Tourky                | 46.80   | 4       | 48.00 (94.80)  | 5 (4)   | 61.32 (156.12) | 5 (5)   | 61.32 (217.44) | 5 (5)   | 65.61   | 4       | 283.05  |
| 5    | CAN Eryn Bulmer e Blythe Hartley                    | 45.00   | 8       | 45.00 (90.00)  | 7 (7)   | 60.75 (150.75) | 6 (7)   | 63.00 (213.75) | 4 (6)   | 65.25   | 5       | 279.00  |
| 6    | MEX Maria Alcalá e Jashia Luna                      | 46.20   | 5       | 48.60 (94.80)  | 4 (4)   | 62.16 (156.96) | 4 (4)   | 52.08 (209.04) | 7 (7)   | 64.80   | 6       | 273.84  |
| 7    | GER Dörte Lindner e Conny Schmalfuss                | 45.60   | 6       | 47.40 (93.00)  | 6 (6)   | 58.80 (151.80) | 7 (6)   | 66.60 (218.40) | 3 (4)   | 45.36   | 8       | 263.76  |
| 8    | SUI Catherine Maliev-Aviolat e Jacqueline Schneider | 45.60   | 6       | 43.20 (88.80)  | 8 (8)   | 54.00 (142.80) | 8 (8)   | 51.24 (194.04) | 8 (8)   | 62.16   | 7       | 256.20  |

### Plataforma de 10 metros feminino
| Pos. | País                 | Atletas         |
| ---- | -------------------- | --------------- |
|      | Estados Unidos (USA) | Laura Wilkinson |
|      | China (CHN)          | Na Li           |
|      | Canadá (CAN)         | Anne Montminy   |

| Pos. | Saltador                    | Preliminar | Preliminar | Semifinal | Semifinal | Semifinal | Semifinal | Final  | Final | Final  |
| Pos. | Saltador                    | Pontos     | Parc.      | Pontos    | Parc.     | Total     | Parc.     | Pontos | Parc. | Total  |
| ---- | --------------------------- | ---------- | ---------- | --------- | --------- | --------- | --------- | ------ | ----- | ------ |
| 1    | USA Laura Wilkinson         | 331.20     | 5          | 173.04    | 8         | 504.24    | 5         | 370.71 | 1     | 543.75 |
| 2    | CHN Na Li                   | 366.66     | 2          | 196.23    | 1         | 562.89    | 2         | 345.78 | 3     | 542.01 |
| 3    | CAN Anne Montminy           | 339.93     | 3          | 185.88    | 3         | 525.81    | 3         | 354.27 | 2     | 540.15 |
| 4    | CHN Sang Xue                | 374.79     | 1          | 196.11    | 2         | 570.90    | 1         | 316.92 | 6     | 513.03 |
| 5    | CAN Emilie Heymans          | 333.78     | 4          | 182.64    | 5         | 516.42    | 4         | 329.28 | 4     | 511.92 |
| 6    | UKR Olena Zhupina           | 304.65     | 9          | 173.16    | 7         | 477.81    | 8         | 315.93 | 7     | 489.09 |
| 7    | AUT Anja Richter-Libiseller | 314.31     | 6          | 168.78    | 10        | 483.09    | 7         | 313.38 | 8     | 482.16 |
| 8    | RUS Svetlana Timoshinina    | 309.21     | 7          | 160.47    | 15        | 469.68    | 9         | 318.42 | 5     | 478.89 |
| 9    | KAZ Natalya Shikina         | 296.58     | 10         | 162.27    | 14        | 458.85    | 12        | 304.53 | 9     | 466.80 |
| 10   | PRK Choe Myong-Hwa          | 308.73     | 8          | 183.84    | 4         | 492.57    | 6         | 269.22 | 11    | 453.06 |
| 11   | AUS Rebecca Gilmore         | 288.99     | 12         | 175.92    | 6         | 464.91    | 10        | 273.03 | 10    | 448.95 |
| 12   | GER Ute Wetzig              | 289.38     | 11         | 169.77    | 9         | 459.15    | 11        | 268.47 | 12    | 438.24 |
|      |                             |            |            |           |           |           |           |        |       |        |
| 13   | USA Sara Reiling            | 282.84     | 16         | 164.07    | 12        | 446.91    | 13        |        |       |        |
| 14   | ESP Dolores Saez            | 283.41     | 15         | 163.11    | 13        | 446.52    | 14        |        |       |        |
| 15   | KAZ Irina Vyguzova          | 284.52     | 14         | 157.17    | 16        | 441.69    | 15        |        |       |        |
| 16   | RUS Evgeniya Olshevskaya    | 271.05     | 18         | 166.98    | 11        | 438.03    | 16        |        |       |        |
| 17   | TPE Hsieh Pei-Hua           | 284.91     | 13         | 126.66    | 18        | 411.57    | 17        |        |       |        |
| 18   | PUR Angelique Rodriguez     | 273.36     | 16         | 134.94    | 17        | 408.30    | 18        |        |       |        |
|      |                             |            |            |           |           |           |           |        |       |        |
| 19   | BRA Juliana Veloso          | 266.04     | 19         |           |           |           |           |        |       |        |
| 20   | GER Ditte Kotzian           | 265.32     | 20         |           |           |           |           |        |       |        |
| 21   | ROM Clara Elena Ciocan      | 265.29     | 21         |           |           |           |           |        |       |        |
| 22   | PRK Ri Ok-Rim               | 262.20     | 22         |           |           |           |           |        |       |        |
| 23   | FRA Odile Arboles-Souchon   | 260.25     | 23         |           |           |           |           |        |       |        |
| 24   | AUS Loudy Tourky            | 257.40     | 24         |           |           |           |           |        |       |        |
| 25   | GBR Sally Freeman           | 256.17     | 25         |           |           |           |           |        |       |        |
| 26   | GEO Nan Nebieridze          | 252.09     | 26         |           |           |           |           |        |       |        |
| 27   | ESP Leire Santos            | 247.41     | 27         |           |           |           |           |        |       |        |
| 28   | GBR Lesley Ward             | 238.65     | 28         |           |           |           |           |        |       |        |
| 29   | GRE Eftihia Pappa           | 236.79     | 29         |           |           |           |           |        |       |        |
| 30   | MEX María Alcalá            | 235.53     | 30         |           |           |           |           |        |       |        |
| 31   | CUB Yolanda Ortiz           | 231.63     | 31         |           |           |           |           |        |       |        |
| 32   | UKR Svitlana Serbina        | 230.64     | 32         |           |           |           |           |        |       |        |
| 33   | MEX Azul Almazan            | 229.29     | 33         |           |           |           |           |        |       |        |
| 34   | MAS Leong Mun Yee           | 227.28     | 34         |           |           |           |           |        |       |        |
| 35   | FRA Claire Febvay           | 222.81     | 35         |           |           |           |           |        |       |        |
| 36   | ROM Anisoara Opriea         | 221.82     | 36         |           |           |           |           |        |       |        |
| 37   | AUT Marion Reiff            | 206.57     | 37         |           |           |           |           |        |       |        |
| 38   | GRE Maria Konstantatou      | 189.57     | 38         |           |           |           |           |        |       |        |
| 39   | KOR Choi Hye-Jin            | 187.17     | 39         |           |           |           |           |        |       |        |
| 40   | INA Shenny Ratna Amelia     | 170.07     | 40         |           |           |           |           |        |       |        |

### Plataforma de 10 metros sincronizado feminino
| Pos. | País            | Atletas                      |
| ---- | --------------- | ---------------------------- |
|      | China (CHN)     | Na Li Sang Xue               |
|      | Canadá (CAN)    | Emilie Heymans Anne Montminy |
|      | Austrália (AUS) | Rebecca Gilmore Loudy Tourky |

- Valores em parênteses representam a soma do placar e da posição após o final do salto.

| Pos. | Saltadores                                      | Salto 1 | Salto 1 | Salto 2        | Salto 2 | Salto 3        | Salto 3 | Salto 4        | Salto 4 | Salto 5 | Salto 5 | Salto 5 |
| Pos. | Saltadores                                      | Pontos  | Parc.   | Pontos         | Parc.   | Pontos         | Parc.   | Pontos         | Parc.   | Pontos  | Parc.   | Total   |
| ---- | ----------------------------------------------- | ------- | ------- | -------------- | ------- | -------------- | ------- | -------------- | ------- | ------- | ------- | ------- |
| 1    | CHN Na Li e Sang Xue                            | 55.80   | 1       | 58.20 (114.00) | 1 (1)   | 78.12 (192.12) | 1 (1)   | 81.00 (273.12) | 1 (1)   | 72.00   | 3       | 345.12  |
| 2    | CAN Emilie Heymans e Anne Montminy              | 53.40   | 2       | 47.40 (100.80) | 6 (6)   | 65.25 (166.05) | 3 (3)   | 71.28 (237.33) | 2 (2)   | 74.70   | 1       | 312.03  |
| 3    | AUS Rebecca Gilmore e Loudy Tourky              | 49.20   | 6       | 47.40 (96.60)  | 6 (7)   | 63.84 (160.44) | 4 (6)   | 66.36 (226.80) | 3 (4)   | 74.70   | 1       | 301.50  |
| 4    | AUT Marion Reiff e Anja Richter-Libiseller      | 51.00   | 3       | 50.40 (101.40) | 5 (5)   | 61.32 (162.72) | 6 (5)   | 64.68 (227.40) | 4 (3)   | 66.60   | 5       | 294.00  |
| 5    | USA Jenny Keim e Laura Wilkinson                | 49.20   | 6       | 52.80 (102.00) | 2 (3)   | 69.30 (171.30) | 2 (2)   | 55.44 (226.74) | 7 (5)   | 64.68   | 7       | 291.42  |
| 6    | RUS Evgeniya Olshevskaya e Svetlana Timoshinina | 50.40   | 4       | 51.60 (102.00) | 4 (3)   | 61.32 (163.32) | 6 (4)   | 55.68 (219.00) | 5 (6)   | 69.30   | 4       | 288.30  |
| 7    | FRA Odile Arboles-Souchon e Julie Danaux        | 50.40   | 4       | 52.20 (102.60) | 3 (2)   | 56.70 (159.30) | 8 (7)   | 55.68 (214.98) | 5 (7)   | 62.16   | 8       | 277.14  |
| 8    | MEX María Alcalá e Azul Almazan                 | 42.60   | 8       | 46.80 (89.40)  | 8 (8)   | 63.84 (153.24) | 4 (8)   | 45.36 (198.60) | 8 (8)   | 65.70   | 6       | 264.30  |

## Quadro de medalhas dos saltos ornamentais
| Ordem | País               | Medalha de ouro | Medalha de prata | Medalha de bronze | Total |
| ----- | ------------------ | --------------- | ---------------- | ----------------- | ----- |
| 1     | CHN China          | 5               | 5                | 0                 | 10    |
| 2     | RUS Rússia         | 2               | 1                | 2                 | 5     |
| 3     | USA Estados Unidos | 1               | 0                | 0                 | 1     |
| 4     | CAN Canadá         | 0               | 1                | 1                 | 2     |
| 5     | MEX México         | 0               | 1                | 0                 | 1     |
| 6     | AUS Austrália      | 0               | 0                | 2                 | 2     |
| 6     | GER Alemanha       | 0               | 0                | 2                 | 2     |
| 8     | UKR Ucrânia        | 0               | 0                | 1                 | 1     |